# بود يام (فلم)
بود يام (بالفرنسية: Buud Yam)، هُو فيلم دراما تاريخية بوركينابي صدر سنة 1997 وأخرجه غاستون كابوري.

## وصلات خارجية
- مقالات تستعمل روابط فنية بلا صلة مع ويكي بيانات